# Despiértame
«Despiértame» es una canción compuesta e interpretada por Nicole, con letras de la propia cantante, Andrés Sylleros y Sebastián Piga. Fue publicada en 1997 como primer sencillo del álbum Sueños en tránsito, producido por Gustavo Cerati. La interpretación en el videoclip de la canción permitió a su autora ganar un premio MTV.

## Antecedentes
Luego de los lanzamientos de Tal vez me estoy enamorando (1989) y Esperando nada (1994), Nicole publicó su tercer álbum en 1997. Se tituló Sueños en tránsito y su primer single fue «Despiértame», el cual se posicionó entre los primeros lugares de los medios locales y fue difundido en otros países. La participación de Gustavo Cerati como productor se produjo tras ser contactado por Nicole. Ella buscaba una combinación de sonidos similar al de Amor amarillo, en cuanto al uso de elementos acústicos y electrónicos.
En una entrevista, la cantante explicó que escribió «Despiértame» cuando comenzaba a vivir sola. No buscaba un despertar únicamente en el aspecto romántico sino en cuanto a entendimiento. En su presentación en el LVI Festival Internacional de la Canción de Viña del Mar, Nicole dedicó la canción a Cerati, fallecido meses antes.

## Premios
- Nicole recibió el Premio MTV a "Mejor interpretación femenina" por el videoclip de Despiértame.[2]